# Cenopalpus chitraliensis
Cenopalpus chitraliensis är en spindeldjursart som beskrevs av Akbar och Mohammad Nazeer Chaudhri 1985. Cenopalpus chitraliensis ingår i släktet Cenopalpus och familjen Tenuipalpidae. Inga underarter finns listade i Catalogue of Life.